# Марфа (Техас)
Марфа (англ. Marfa) — город, расположенный на западе штата Техас (США), примерно в 270 км к юго-востоку от Эль-Пасо и в 570 км к западу от Сан-Антонио. Марфа является окружным центром округа Пресидио. Согласно Бюро переписи населения США, по переписи 2010 года население Марфы составляло 1981 человек.

## История

Расположение Марфы в округе Пресидио, а также округа Пресидио в штате Техас

Населённый пункт был основан в 1883 году, в качестве остановки на железнодорожном пути. Считается, что русское имя «Марфа» было предложено женой главного инженера железнодорожной компании Southern Pacific Railroad. По одной версии, она как раз в это время читала роман Фёдора Достоевского «Братья Карамазовы» (или, возможно, одно из более ранних его произведений), где одним из действующих лиц была Марфа. По другой версии, она взяла это имя из романа Жюля Верна «Михаил Строгов», где Марфой звали мать главного героя.
К 1885 году в Марфе был отель, один или два салуна, а также магазин Humphris and Company, внутри которого находились банк, ресторан и почтовый офис. В том же 1885 году центр округа Пресидио был переведён из Форт-Дейвиса в Марфу, а также было построено трёхэтажное, в стиле неоренессанса, здание окружного суда. В 1885—1886 годах в Марфе появились церкви и школа, стали издаваться газеты.
В последующие десятилетия население Марфы быстро росло: если в 1900 году там проживало около 900 человек, то по переписи 1920 года было уже 3553 человека, а в 1930 году — 3909 человек.
Марфа была местом съёмок ряда известных фильмов, среди которых «Гигант» (1956), «Нефть» (2007) и «Старикам тут не место» (2007). С 2008 года в городе проводится кинофестиваль Marfa Film Festival.
Город также известен как один из центров современного искусства. В начале 1970-х годов из Нью-Йорка в Марфу переселился скульптор Дональд Джадд (1928—1994) — один из наиболее известных представителей минимализма. В двух больших ангарах и других зданиях он выставлял свои инсталляции. В настоящее время его работы хранятся в музее современного искусства Chinati Foundation в Марфе.
Город также приобрёл известность в связи с таким наблюдающимся в его окрестностях явлением, как «огни Марфы».

## Население
Согласно переписи населения 2010 года, в Марфе проживал 1981 человек и было 864 домашних хозяйства.
Расовый состав:
- 90,0 % белых (включая 68,7 % латиноамериканцев)
- 0,6 % афроамериканцев
- 0,6 % коренных американцев
- 0,1 % азиатов
- 1,9 % принадлежащих к двум или более расам

Возрастное распределение: 21,4 % младше 18 лет (из них 6,8 % младше 5 лет), 56,5 % от 18 до 64 лет, и 22,1 % возраста 65 лет и старше. Средний возраст — 44,3 года. На каждые 100 женщин было 95,3 мужчин (то есть 51,4 % женщин и 48,6 % мужчин).

## География
Марфа находится на западе Техаса, примерно в 150 км к северо-западу от национального парка Биг-Бенд и в 60 км восточнее ближайшей точки границы с Мексикой.

## Климат
| Показатель                    | Янв.  | Фев.  | Март  | Апр. | Май  | Июнь | Июль | Авг. | Сен. | Окт. | Нояб. | Дек.  | Год   |
| ----------------------------- | ----- | ----- | ----- | ---- | ---- | ---- | ---- | ---- | ---- | ---- | ----- | ----- | ----- |
| Абсолютный максимум, °C       | 27,2  | 30,0  | 32,2  | 35,6 | 38,9 | 41,1 | 39,4 | 40,0 | 37,8 | 35,0 | 30,0  | 26,1  | 41,1  |
| Средний максимум, °C          | 15,7  | 17,7  | 21,8  | 26,0 | 29,9 | 32,9 | 32,0 | 30,8 | 28,7 | 25,2 | 19,8  | 16,0  | 24,7  |
| Средний минимум, °C           | −3,5  | −2,2  | 0,8   | 5,3  | 10,1 | 14,2 | 15,7 | 15,1 | 12,2 | 6,7  | 0,8   | −3    | 6,0   |
| Абсолютный минимум, °C        | −18,9 | −17,8 | −14,4 | −8,3 | −2,8 | 3,9  | 11,7 | 10,0 | 2,2  | −8,9 | −18,3 | −16,7 | −18,9 |
| Норма осадков, мм             | 11    | 12    | 8     | 15   | 30   | 45   | 69   | 73   | 65   | 35   | 15    | 13    | 391   |
| Источник: www.weatherbase.com |       |       |       |      |      |      |      |      |      |      |       |       |       |

## Образование
В городе есть две школы, принадлежащие Марфинскому независимому школьному округу (англ. Marfa Independent School District) — Marfa Elementary School (для учеников до 6-го класса включительно) и Marfa Junior/Senior High School (для учащихся 7—12 классов).
Кроме этого, есть частная школа Marfa International School.

## Транспорт
- Автомобильное сообщение
  - Основные автомобильные дороги, пересекающие Марфу:
    -  US 90 (англ. US Highway 90) и US 67 (англ. US Highway 67), слившись друг с другом, подходят к Марфе с востока (со стороны Алпайна). US 90 продолжается на запад, и затем на северо-запад, в сторону Ван-Хорна. US 67 уходит на юго-запад в сторону Пресидио и границы с Мексикой.
    -  Шоссе 17 штата Техас (англ. State Highway 17) отходит от Марфы в северо-северо-восточном направлении, в сторону Форт-Дейвиса.
- Железнодорожное сообщение
  - Через Марфу проходит железнодорожная линия, но поезда Amtrak там не останавливаются — ближайшая пассажирская железнодорожная станция Alpine Amtrak Station находится в городе Алпайн, расположенном в 42 км восточнее Марфы[14].
- Воздушное сообщение
  - Муниципальный аэропорт Марфы (Marfa Municipal Airport, IATA: MRF, ICAO: KMRF) находится примерно в 6 км к северу от Марфы. Владельцем этого гражданского аэропорта являются власти округа Пресидио. Регулярных пассажирских рейсов из этого аэропорта нет, в основном он обслуживает частные самолёты[15].

## Фотогалерея
|  |  |  |